# Ferdinand Buchanan
Ferdinand Lindley Augustus Buchanan (ur. 8 marca 1888 w Swazilandzie, zm. 14 kwietnia 1967 w Pretorii) – południowoafrykański strzelec sportowy specjalizujący się w konkurencjach karabinowych. Srebrny medalista olimpijski z Antwerpii.
Zawody w 1920 były jego jedynymi igrzyskami olimpijskimi. Startował w trzech konkurencjach drużynowych, zajął drugie miejsce i zdobył tytuł wicemistrza olimpijskiego w strzelaniu z karabinu wojskowego z 600 metrów leżąc. W innych konkurencjach drużynowych wraz z ekipą Związku Południowej Afryki zajmował kolejno: 5. miejsce w karabinie wojskowym z 300 i 600 metrów leżąc i 9. miejsce w karabinie wojskowym z 300 metrów stojąc.
Był zawodowym wojskowym i brał udział w obu wojnach światowych.